# Corinnomma plumosa
Corinnomma plumosa là một loài nhện trong họ Corinnidae.
Loài này thuộc chi Corinnomma. Corinnomma plumosa được Tord Tamerlan Teodor Thorell miêu tả năm 1881.